# 洛杉基
洛杉基是臺灣時事評論員。“洛杉基”為筆名。自稱出生於新北市八里區。

## 簡歷
洛杉基自陳高中畢業於師大附中，台灣大學工學院畢業，留學美國取得碩士、博士。曾在美國、中國大陸、台灣工作過，現定居台灣。目前擔任科技顧問及媒體專欄作家，並長期在臉書上撰文。發表過的文章，經常被《中國時報》、《聯合報》、《東森新聞》等平面及電子媒體引用。
2006年始，在UDN網路城邦開始撰寫部落格“捕夢網”，逐漸成為網路知名新聞評論員。打開知名度以後，也引起許多人好奇，洛杉基究竟是何人？其作品經常被中國時報、聯合報引用“洛杉基”多次被認為是“郭冠英”的筆名之一。他曾在媒體上提出反駁，要求更正。因擔心公開分身自己及家人被政見不同人士攻擊，故一直從未公開露臉。